# Jauern (Schmölln)
Jauern ist ein Ortsteil von Schmölln im Landkreis Altenburger Land in Thüringen. Er gehörte bis zum 31. Dezember 2018 zur Gemeinde Altkirchen.

## Lage
Jauern liegt an der Kreisstraße 519 nordwestlich von Altkirchen im Lösshügelland um Schmölln.

## Geschichte
Das kleine Dorf wurde am 24. September 1140 erstmals urkundlich erwähnt. Im 13. Jahrhundert hatten die Burggrafen von Altenburg Besitz im Ort. 1291 übereigneten diese dem Deutschen Orden zu Altenburg einige Hufen in Jauern. Später gehörte Jauern zum wettinischen Amt Altenburg, welches ab dem 16. Jahrhundert aufgrund mehrerer Teilungen im Lauf seines Bestehens unter der Hoheit folgender Ernestinischer Herzogtümer stand: Herzogtum Sachsen (1554 bis 1572), Herzogtum Sachsen-Weimar (1572 bis 1603), Herzogtum Sachsen-Altenburg (1603 bis 1672), Herzogtum Sachsen-Gotha-Altenburg (1672 bis 1826). Bei der Neuordnung der ernestinischen Herzogtümer im Jahr 1826 kam der Ort wiederum zum Herzogtum Sachsen-Altenburg.
Nach der Verwaltungsreform im Herzogtum gehörte Jauern bezüglich der Verwaltung zum Ostkreis (bis 1900) bzw. zum Landratsamt Ronneburg (ab 1900). Das Dorf gehörte ab 1918 zum Freistaat Sachsen-Altenburg, der 1920 im Land Thüringen aufging. Bei einer umfassenden Gebietsreform in Thüringen wurde zum 1. Oktober 1922 ein neuer Landkreis Altenburg gebildet, zu dem Jauern seitdem gehörte.
Am 1. Juli 1950 wurde das Dorf nach Göldschen eingemeindet. Bei der zweiten Kreisreform in der DDR wurden 1952 die bestehenden Länder aufgelöst und die Landkreise neu zugeschnitten. Somit kam Jauern als Ortsteil von Röthenitz zum Kreis Schmölln im Bezirk Leipzig. Röthenitz wurde wiederum am 25. August 1961 nach Altkirchen eingemeindet. Mit diesem kam Jauern im Jahr 1990 zu Thüringen und 1994 zum Landkreis Altenburger Land. 2012 wohnten 40 Personen im Dorf. Mit der Eingemeindung der Gemeinde Altkirchen nach Schmölln gehört Jauern seit dem 1. Januar 2019 zu Schmölln.

## Kirche
Dorfkirche Jauern